# البطولة الوطنية المجرية للسيدات 1961
البطولة الوطنية المجرية للسيدات 1961 (بالمجرية: 1961-es magyar női kézilabda-bajnokság)‏ هو موسم من البطولة الوطنية المجرية للسيدات. فاز فيه Budapesti Spartacus SC (women's handball) ‏.